# Eduard August Feuerbach
Eduard August Feuerbach (* 1. Januar 1803 in Kiel; † 25. April 1843 in Bruckberg) war ein deutscher Rechtswissenschaftler.
Wie sein Vater, Paul Johann Anselm von Feuerbach, wurde er Jurist und lehrte 1827 an der Universität München und von 1828 bis 1841 als Professor an der Universität Erlangen. Er erwarb sich auf dem Gebiet des germanischen Rechts einen Namen. Bei einem Besuch in Bruckberg im Jahr 1843 starb er unerwartet. 
Während seines Studiums wurde er 1822 Mitglied der Alten Göttinger Burschenschaft und 1825 Mitglied der Burschenschaft Arminia Erlangen.

## Schriften
- De Universali fidejussione, quam Germanice Gesammtbürgeschaft vocant. Riegel et Wiesner, Nürnberg 1826, (Digitalisat).
- Die Lex salica und ihre verschiedenen Recensionen. Palm, Erlangen 1831, (Digitalisat).